# Ejército Voluntario para la Independencia de Sicilia
El Ejército Voluntario para la Independencia de Sicilia (Esercito Volontario per l'Indipendenza della Sicilia, EVIS), era una formación paramilitar clandestina, creada por Antonio Canepa (conocido por el seudónimo de Mario Turri), quien fue el primer comandante de la formación en abril de 1944. Pretendía, por un lado, el sabotaje del Gobierno italiano mediante tácticas de guerrilla y, por el otro, dar al proceso una solución republicana separatista siciliana. 
Representó una formación armada de forma independiente al Movimiento de Independencia de Sicilia (MIS). En sus inicios, el MIS no reconoció al EVIS, y algunos de sus dirigentes —como Antonino Varvaro, quien saldría del MIS y terminaría en el Partido Comunista Italiano— se le opusieron. Fue disuelto el 29 de diciembre de 1945, con la detención de su último «comandante», Concetto Gallo.

## Historia
El Ejército Voluntario para la Independencia de Sicilia nació en febrero de 1945 en Catania, bajo la dirección de Antonio Canepa, a partir del Grupo Juvenil de Acción (Gruppo Giovanile d'Azione) que había fundado el propio Canepa un año antes. El EVIS se constituyó en una milicia armada o paramilitar; era, además, el núcleo de lo que debería convertirse en el hipotético Ejército regular de la futura República de Sicilia.
Surgió en respuesta a la continua violencia de las fuerzas del orden italianas. Estas atacaban las oficinas y representantes del Movimiento de Independencia de Sicilia (MIS), o perpetraban actos como la masacre del pan (strage del pane) en Palermo. El 19 de octubre de 1944, cuando un grupo de habitantes protestaba en la vía Maqueda por la falta de alimentos y trabajo, así como por la destrucción de los edificios, los soldados dispararon y arrojaron dos granadas de mano contra ellos; mataron al menos a 24 personas e hirieron a otras 158.
Organizados en grupos, se formó inicialmente a unos cincuenta jóvenes, conocidos entre ellos y trabajando en la clandestinidad. El modelo fue el aplicado por el Ejército Popular de Liberación y Destacamentos Partisanos de Yugoslavia. No obstante, Canepa, militar improvisado, no tendría tiempo de adiestrarlos más; fue asesinado unos meses más tarde, junto con otros dos militantes, en un tiroteo con la policía el 17 de junio de 1945, en el distrito Murazzu Ruttu, cerca de Randazzo. Así, el EVIS se estancó hasta que su siguiente comandante lo reflotase.
Nombraron comandante, entonces, a otro líder del MIS, Attilio Castrogiovanni. Este sería detenido, por lo que se le dio el mando a Concetto Gallo (seudónimo «Segundo Turri» o «Turri II»). Después de Concetto, las vertientes militares del MIS se aliaron tanto entre ellas como a otras, e incluso a bandas de bandidos. De hecho, tras la muerte de Mario Turri (Canepa), se fundó la Juventud Revolucionaria para la Independencia de Sicilia (GRIS), pero los documentos oficiales indican formaciones militares (por lo general el EVIS) de naturaleza separatista paramilitar.
El 29 de diciembre de 1945, en las montañas alrededor de Caltagirone, se produjo el último tiroteo entre unos 58 militantes y una fuerza de carabineros reales y soldados del Regio Esercito, que causó tres muertos: un guerrillero, un policía y un granjero.
En mayo de 1946, cuando el Gobierno italiano le concedió autonomía especial a Sicilia, disolvió las formaciones como el EVIS y liberó a sus militantes apresados. Algunos, como Salvatore Giuliano, se negaron a deponer las armas y continuaron con su banda durante cuatro años más, luchando contra la policía y contra ciudadanos desarmados (masacre de Portella della Ginestra) hasta su muerte en 1950.

## Comandantes
El EVIS tuvo tres comandantes a lo largo de su historia:
- Antonio Canepa (febrero de 1945 - junio de 1945)
- Attilio Castrogiovanni, (junio de 1945 - julio de 1945)
- Concetto Gallo, (agosto de 1945 - enero de 1946)